# Obispado de las Fuerzas en Gran Bretaña
El obispado de las Fuerzas en Gran Bretaña u ordinariato militar de Gran Bretaña (en latín: Ordinariatus Militaris Magnae Britanniae y en inglés: Roman Catholic Bishopric Of The Forces) es una circunscripción eclesiástica de la Iglesia católica en el Reino Unido. Se trata de un ordinariato militar latino, inmediatamente sujeto a la Santa Sede. Desde el 9 de julio de 2018 el ordinario militar es el obispo Paul James Mason.

## Territorio y organización
El ordinariato militar tiene jurisdicción personal peculiar ordinaria y propia sobre los fieles católicos militares de rito latino (y otros fieles definidos en los estatutos), incluso si se hallan fuera de las fronteras del país, pero los fieles continúan siendo feligreses también de la diócesis y parroquia de la que forman parte por razón del domicilio o del rito, pues la jurisdicción es cumulativa con el obispo del lugar. Los cuarteles y los lugares reservados a los militares están sometidos primera y principalmente a la jurisdicción del ordinario militar, y subsidiariamente a la jurisdicción del obispo diocesano cuando falta el ordinario militar o sus capellanes. El ordinariato tiene su propio clero, pero los obispos diocesanos le ceden sacerdotes para llevar adelante la tarea de capellanes militares de forma exclusiva o compartida con las diócesis. Además de las 3 fuerzas armadas regulares: Ejército Británico, Marina Real y Real Fuerza Aérea británica, según los estatutos también integran el ordinariato militar los fieles católicos del Servicio de Enfermería Naval Real de la Reina Alejandra, el Servicio Naval Real de Mujeres y las fuerzas de reserva y auxiliares: Reserva Naval Real, la Reserva de los Royal Marines, el Ejército Territorial, el Regimiento de Defensa del Ulster (este último solo fuera de Irlanda del Norte), la Reserva del Ejército, la Real Fuerza Aérea Auxiliar y la Reserva de la Fuerza Aérea.
La sede del ordinariato militar se encuentra en la ciudad de Farnborough, mientras que en Aldershot es donde se halla la Catedral de San Miguel y San Jorge.
En 2021 en el ordinariato militar no existían parroquias. Existen capellanías para cada una de las tres fuerzas armadas regulares: Ejército (en Dartmouth), Marina Real (en Blackwater) y Real Fuerza Aérea (en la RAF Northolt).

## Historia
El 30 de octubre de 1917 William Keatinge, obispo titular de Metellópolis, fue nombrado vicario apostólico militar para Gran Bretaña. Tras su fallecimiento, el 13 de abril de 1935 fue designado en su lugar James Dey. Luego de su muerte el 8 de mayo de 1946 el cargo permaneció vacante hasta 1953.
El vicariato castrense en el Reino Unido fue erigido el 21 de noviembre de 1953 mediante el decreto Inexhausta caritate de la Congregación Consistorial.
Mediante la promulgación de la bula Spirituali Militum Curae por el papa Juan Pablo II el 21 de abril de 1986 los vicariatos militares o castrenses fueron renombrados como ordinariatos militares o castrenses y equiparados jurídicamente a las diócesis. Cada ordinariato militar se rige por un estatuto propio emanado de la Santa Sede y tiene a su frente un obispo ordinario nombrado por el papa teniendo en cuenta los acuerdos con los diversos Estados. 
El 24 de octubre de 1987 la Santa Sede aprobó los estatutos del ordinariato militar mediante el decreto Pro sollicitudine, previstos en la constitución Spirituali Militum Curae. 

## Estadísticas
Según el Anuario Pontificio 2024 el ordinariato militar tenía a fines de 2023 24 sacerdotes y 3 diáconos permanentes.
| Año                                                                             | Población            | Población | Población      | Sacerdotes | Sacerdotes    | Sacerdotes    | Bautizados por sacerdote | Diáconos permanentes | Religiosos | Religiosos | Parroquias |
| Año                                                                             | Bautizados católicos | Total     | % de católicos | Total      | Clero secular | Clero regular | Bautizados por sacerdote | Diáconos permanentes | Varones    | Mujeres    | Parroquias |
| ------------------------------------------------------------------------------- | -------------------- | --------- | -------------- | ---------- | ------------- | ------------- | ------------------------ | -------------------- | ---------- | ---------- | ---------- |
| 1999                                                                            |                      |           |                | 168        | 166           | 2             |                          |                      | 2          | 9          |            |
| 2000                                                                            |                      |           |                | 168        | 166           | 2             |                          |                      | 2          | 9          |            |
| 2001                                                                            |                      |           |                | 168        | 166           | 2             |                          | 1                    | 2          | 9          | 4          |
| 2002                                                                            |                      |           |                | 168        | 166           | 2             |                          | 1                    | 2          | 9          |            |
| 2003                                                                            |                      |           |                | 93         | 92            | 1             |                          | 1                    | 1          | 9          |            |
| 2004                                                                            |                      |           |                | 93         | 92            | 1             |                          | 1                    | 1          | 2          |            |
| 2013                                                                            |                      |           |                | 28         | 26            | 2             |                          | 1                    | 2          |            |            |
| 2016                                                                            |                      |           |                | 28         | 27            | 1             |                          | 2                    | 1          |            |            |
| 2019                                                                            |                      |           |                | 24         | 24            |               |                          | 2                    |            |            |            |
| 2021                                                                            |                      |           |                | 17         | 17            |               |                          | 2                    |            |            |            |
| 2023                                                                            |                      |           |                | 24         | 24            |               |                          | 3                    |            |            |            |
| Fuente: Catholic-Hierarchy, que a su vez toma los datos del Anuario Pontificio. |                      |           |                |            |               |               |                          |                      |            |            |            |

## Episcopologio

### Vicarios apostólicos militares
- William Keatinge † (30 de octubre de 1917-21 de febrero de 1934 falleció)
- James Dey † (13 de abril de 1935-8 de mayo de 1946 falleció)

### Vicarios militares
- David Mathew † (16 de abril de 1954-23 de marzo de 1963 renunció)
- Gerard William Tickle † (12 de octubre de 1963-24 de abril de 1978 renunció)
- Francis Joseph Walmsley † (8 de enero de 1979-21 de julio de 1986 promovido a ordinario militar)

### Ordinarios militares

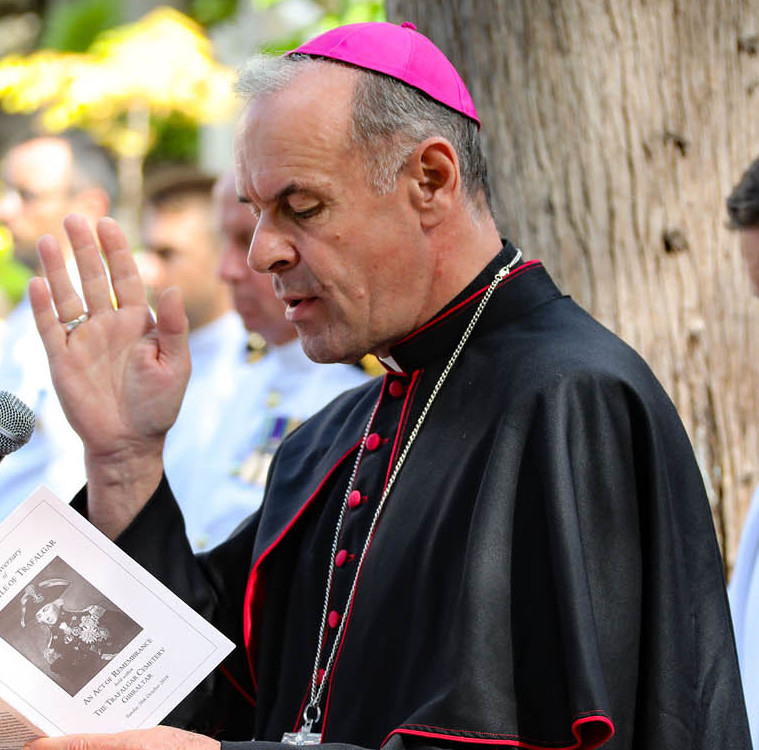
Paul James Mason, ordinario militar de Gran Bretaña desde 2018

- Francis Joseph Walmsley † (21 de julio de 1986-24 de mayo de 2002 retirado)
- Thomas Matthew Burns, S.M. (24 de mayo de 2002-16 de octubre de 2008 nombrado obispo de Menevia)
- Charles Phillip Richard Moth (25 de julio de 2009-21 de marzo de 2015 nombrado obispo de Arundel y Brighton)
  - Sede vacante (2015-2018)
- Paul James Mason, desde el 9 de julio de 2018